# Campeonato de España de Ciclismo Contrarreloj 2013
La XX edición del Campeonato de España de Ciclismo Contrarreloj se disputó el 21 de junio de 2013 en Bembibre (provincia de León), por un circuito que constaba de 43,8 km de recorrido.
A destacar que a diferencia de las últimas ediciones se disputó junto a la prueba élite (amateurs mayores de 23 años) pasando esta vez de una veintena de participantes a cuarenta y dos.
La prueba fue ganada por Jonathan Castroviejo, que consiguió su primer campeonato. Le acompañaron en el podio Luis León Sánchez y Rubén Plaza (compañero de equipo de Jonathan), respectivamente.

## Clasificación final
| \| Clasificación general \| Clasificación general \| Clasificación general \| Clasificación general \| Clasificación general \| \| Ciclista \| Ciclista \| Equipo \| Tiempo \| \| \| --------------------- \| --------------------- \| ---------------------- \| --------------------- \| --------------------- \| \| 1.º \| Jonathan Castroviejo \| Movistar Team \| 54 min 52 s \| \| \| 2.º \| Luis León Sánchez \| Blanco \| + 45 s \| \| \| 3.º \| Rubén Plaza \| Movistar Team \| + 1 min 46 s \| \| \| 4.º \| Ion Izagirre \| Euskaltel Euskadi \| + 2 min 03 s \| \| \| 5.º \| Alejandro Valverde \| Movistar Team \| + 2 min 03 s \| \| \| 6.º \| Eloy Teruel \| Movistar Team \| + 2 min 24 s \| \| \| 7.º \| Jesús Herrada \| Movistar Team \| + 3 min 04 s \| \| \| 8.º \| Alejandro Marque \| OFM-Quinta da Lixa \| + 3 min 13 s \| \| \| 9.º \| Markel Irizar \| RadioShack-Leopard \| + 3 min 53 s \| \| \| 10.º \| Omar Fraile \| Caja Rural-Seguros RGA \| + 3 min 57 s \| \| |                      |                        |              |
| |                      |                        |              |
| |                      |                        |              |
| Clasificación general |                      |                        |              |
| Ciclista | Ciclista             | Equipo                 | Tiempo       |
| 1.º | Jonathan Castroviejo | Movistar Team          | 54 min 52 s  |
| 2.º | Luis León Sánchez    | Blanco                 | + 45 s       |
| 3.º | Rubén Plaza          | Movistar Team          | + 1 min 46 s |
| 4.º | Ion Izagirre         | Euskaltel Euskadi      | + 2 min 03 s |
| 5.º | Alejandro Valverde   | Movistar Team          | + 2 min 03 s |
| 6.º | Eloy Teruel          | Movistar Team          | + 2 min 24 s |
| 7.º | Jesús Herrada        | Movistar Team          | + 3 min 04 s |
| 8.º | Alejandro Marque     | OFM-Quinta da Lixa     | + 3 min 13 s |
| 9.º | Markel Irizar        | RadioShack-Leopard     | + 3 min 53 s |
| 10.º | Omar Fraile          | Caja Rural-Seguros RGA | + 3 min 57 s |